# 2013-as WEC COTA 6 órás verseny
| Pályarajz | Pályarajz                | Pályarajz                              |
| --------- | ------------------------ | -------------------------------------- |
|           |                          |                                        |
| Győztesek |                          |                                        |
| Kategória | Csapat                   | Versenyzők                             |
| LMP1      | #2 Audi Sport Team Joest | Allan McNish Tom Kristensen Loïc Duval |
| LMP2      | #26 G-Drive Racing       | Roman Ruszinov John Martin Mike Conway |
| LMGTE Pro | #99 Aston Martin Racing  | Bruno Senna Frédéric Makowiecki        |
| LMGTE Am  | #96 Aston Martin Racing  | Jamie Campbell-Walter Stuart Hall      |

A 2013-as WEC COTA 6 órás verseny a Hosszútávú-világbajnokság 2013-as szezonjának ötödik futama volt, amelyet szeptember 20. és szeptember 22. között tartottak meg a Circuit of the Americas versenypályán. A fordulót Allan McNish, Tom Kristensen és Loïc Duval triója nyerte meg, akik a hibridhajtású Audi Sport Team Joest csapatának versenyautóját vezették.

## Időmérő
A kategóriák leggyorsabb versenyzői vastaggal vannak kiemelve.
| Poz. | Kategória | Csapat                      | Átlagidő    | Különbség | Rajthely |
| ---- | --------- | --------------------------- | ----------- | --------- | -------- |
| 1.   | LMP1      | #2 Audi Sport Team Joest    | 1:48,355    |           | 1        |
| 2.   | LMP1      | #1 Audi Sport Team Joest    | 1:48,617    | +0,262    | 2        |
| 3.   | LMP1      | #8 Toyota Racing            | 1:49,696    | +1,341    | 3        |
| 4.   | LMP1      | #12 Rebellion Racing        | 1:52,081    | +3,726    | 4        |
| 5.   | LMP2      | #26 G-Drive Racing          | 1:54,951    | +6,596    | 5        |
| 6.   | LMP2      | #24 OAK Racing              | 1:55,961    | +7,606    | 6        |
| 7.   | LMP2      | #35 OAK Racing              | 1:56,033    | +7,678    | 7        |
| 8.   | LMP2      | #49 Pecom Racing            | 1:56,248    | +7,893    | 8        |
| 9.   | LMP2      | #25 Delta-ADR               | 1:57,067    | +8,712    | 9        |
| 10.  | LMP2      | #31 Lotus                   | 1:57,817    | +9,462    | 10       |
| 11.  | LMP2      | #41 Greaves Motorsport      | 1:57,940    | +9,585    | 11       |
| 12.  | LMP2      | #32 Lotus                   | 1:59,453    | +11,098   | 12       |
| 13.  | LMGTE Pro | #99 Aston Martin Racing     | 2:04,628    | +16,273   | 14       |
| 14.  | LMGTE Pro | #91 Porsche AG Team Manthey | 2:04,898    | +16,543   | 15       |
| 15.  | LMGTE Pro | #98 Aston Martin Racing     | 2:04,919    | +16,564   | 16       |
| 16.  | LMGTE Pro | #71 AF Corse                | 2:05,073    | +16,718   | 17       |
| 17.  | LMGTE Pro | #92 Porsche AG Team Manthey | 2:05,088    | +16,733   | 18       |
| 18.  | LMGTE Pro | #97 Aston Martin Racing     | 2:05,214    | +16,859   | 19       |
| 19.  | LMGTE Pro | #51 AF Corse                | 2:05,348    | +16,993   | 20       |
| 20.  | LMGTE Am  | #81 8 Star Motorsports      | 2:06,515    | +18,160   | 21       |
| 21.  | LMGTE Am  | #95 Aston Martin Racing     | 2:06,528    | +18,173   | 22       |
| 22.  | LMGTE Am  | #61 AF Corse                | 2:06,593    | +18,238   | 23       |
| 23.  | LMGTE Am  | #96 Aston Martin Racing     | 2:07,117    | +18,762   | 24       |
| 24.  | LMGTE Am  | #76 IMSA Performance Matmut | 2:07,120    | +18,765   | 25       |
| 25.  | LMGTE Am  | #88 Proton Competition      | 2:07,931    | +19,576   | 26       |
| 26.  | LMGTE Am  | #50 Larbre Compétition      | 2:08,132    | +19,777   | 27       |
| 27.  | LMGTE Am  | #57 Krohn Racing            | 2:10,029    | +21,674   | 28       |
| 28.  | LMP2      | #45 OAK Racing              | 2:00,870[a] |           | 13       |

Megjegyzések:
- ↑ a:  a #45-ös OAK Racing csapatából csak egy versenyző teljesített mért kört.

## Verseny
A résztvevőknek legalább a versenytáv 70%-át (131 kört) teljesíteniük kellett ahhoz, hogy az elért eredményüket értékeljék. A kategóriák leggyorsabb versenyzői vastaggal vannak kiemelve.
| Helyezés | Kategória | #  | Csapat                  | Versenyzők                                         | Kasztni                                 | Gumi | Kör | Idő/Hátrány/Kiesés |
| Helyezés | Kategória | #  | Csapat                  | Versenyzők                                         | Motor                                   | Gumi | Kör | Idő/Hátrány/Kiesés |
| -------- | --------- | -- | ----------------------- | -------------------------------------------------- | --------------------------------------- | ---- | --- | ------------------ |
| 1.       | LMP1      | 2  | Audi Sport Team Joest   | Allan McNish Tom Kristensen Loïc Duval             | Audi R18 e-tron quattro                 | M    | 187 | 6:00:31,331        |
| 1.       | LMP1      | 2  | Audi Sport Team Joest   | Allan McNish Tom Kristensen Loïc Duval             | Audi TDI 3.7 L Turbo V6 (Hybrid Diesel) | M    | 187 | 6:00:31,331        |
| 2.       | LMP1      | 8  | Toyota Racing           | Anthony Davidson Sébastien Buemi Stéphane Sarrazin | Toyota TS030 Hybrid                     | M    | 187 | +23,617            |
| 2.       | LMP1      | 8  | Toyota Racing           | Anthony Davidson Sébastien Buemi Stéphane Sarrazin | Toyota 3.4 L V8 (Hybrid)                | M    | 187 | +23,617            |
| 3.       | LMP1      | 1  | Audi Sport Team Joest   | André Lotterer Marcel Fässler Benoît Tréluyer      | Audi R18 e-tron quattro                 | M    | 186 | +1 kör             |
| 3.       | LMP1      | 1  | Audi Sport Team Joest   | André Lotterer Marcel Fässler Benoît Tréluyer      | Audi TDI 3.7 L Turbo V6 (Hybrid Diesel) | M    | 186 | +1 kör             |
| 4.       | LMP1      | 12 | Rebellion Racing        | Nicolas Prost Nick Heidfeld Mathias Beche          | Lola B12/60                             | M    | 183 | +4 kör             |
| 4.       | LMP1      | 12 | Rebellion Racing        | Nicolas Prost Nick Heidfeld Mathias Beche          | Toyota RV8KLM 3.4 L V8                  | M    | 183 | +4 kör             |
| 5.       | LMP2      | 26 | G-Drive Racing          | Roman Ruszinov John Martin Mike Conway             | Oreca 03                                | D    | 178 | +9 kör             |
| 5.       | LMP2      | 26 | G-Drive Racing          | Roman Ruszinov John Martin Mike Conway             | Nissan VK45DE 4.5 L V8                  | D    | 178 | +9 kör             |
| 6.       | LMP2      | 49 | Pecom Racing            | Luís Pérez Companc Pierre Kaffer Nicolas Minassian | Oreca 03                                | M    | 177 | +10 kör            |
| 6.       | LMP2      | 49 | Pecom Racing            | Luís Pérez Companc Pierre Kaffer Nicolas Minassian | Nissan VK45DE 4.5 L V8                  | M    | 177 | +10 kör            |
| 7.       | LMP2      | 32 | Lotus                   | Thomas Holzer Dominik Kraihamer Jan Charouz        | Lotus T128                              | D    | 174 | +13 kör            |
| 7.       | LMP2      | 32 | Lotus                   | Thomas Holzer Dominik Kraihamer Jan Charouz        | Praga 3.6 L V8                          | D    | 174 | +13 kör            |
| 8.       | LMP2      | 25 | Delta-ADR               | Tor Graves James Walker Rudy Junco                 | Oreca 03                                | D    | 173 | +14 kör            |
| 8.       | LMP2      | 25 | Delta-ADR               | Tor Graves James Walker Rudy Junco                 | Nissan VK45DE 4.5 L V8                  | D    | 173 | +14 kör            |
| 9.       | LMP2      | 41 | Greaves Motorsport      | Christian Zugel Chris Dyson Tom Kimber-Smith       | Zytek Z11SN                             | D    | 172 | +15 kör            |
| 9.       | LMP2      | 41 | Greaves Motorsport      | Christian Zugel Chris Dyson Tom Kimber-Smith       | Nissan VK45DE 4.5 L V8                  | D    | 172 | +15 kör            |
| 10.      | LMP2      | 24 | OAK Racing              | Olivier Pla Alex Brundle David Heinemeier Hansson  | Morgan LMP2                             | D    | 172 | +15 kör            |
| 10.      | LMP2      | 24 | OAK Racing              | Olivier Pla Alex Brundle David Heinemeier Hansson  | Nissan VK45DE 4.5 L V8                  | D    | 172 | +15 kör            |
| 11.      | LMP2      | 35 | OAK Racing              | Bertrand Baguette Martin Plowman Ricardo González  | Morgan LMP2                             | D    | 170 | +17 kör            |
| 11.      | LMP2      | 35 | OAK Racing              | Bertrand Baguette Martin Plowman Ricardo González  | Nissan VK45DE 4.5 L V8                  | D    | 170 | +17 kör            |
| 12.      | LMGTE Pro | 99 | Aston Martin Racing     | Bruno Senna Frédéric Makowiecki                    | Aston Martin Vantage GTE                | M    | 167 | +20 kör            |
| 12.      | LMGTE Pro | 99 | Aston Martin Racing     | Bruno Senna Frédéric Makowiecki                    | Aston Martin 4.5 L V8                   | M    | 167 | +20 kör            |
| 13.      | LMGTE Pro | 51 | AF Corse                | Gianmaria Bruni Giancarlo Fisichella               | Ferrari 458 Italia GT2                  | M    | 167 | +20 kör            |
| 13.      | LMGTE Pro | 51 | AF Corse                | Gianmaria Bruni Giancarlo Fisichella               | Ferrari 4.5 L V8                        | M    | 167 | +20 kör            |
| 14.      | LMGTE Pro | 71 | AF Corse                | Kobajasi Kamui Toni Vilander                       | Ferrari 458 Italia GT2                  | M    | 167 | +20 kör            |
| 14.      | LMGTE Pro | 71 | AF Corse                | Kobajasi Kamui Toni Vilander                       | Ferrari 4.5 L V8                        | M    | 167 | +20 kör            |
| 15.      | LMGTE Pro | 92 | Porsche AG Team Manthey | Marc Lieb Richard Lietz                            | Porsche 911 RSR                         | M    | 167 | +20 kör            |
| 15.      | LMGTE Pro | 92 | Porsche AG Team Manthey | Marc Lieb Richard Lietz                            | Porsche 4.0 L Flat-6                    | M    | 167 | +20 kör            |
| 16.      | LMGTE Am  | 96 | Aston Martin Racing     | Jamie Campbell-Walter Stuart Hall                  | Aston Martin Vantage GTE                | M    | 165 | +22 kör            |
| 16.      | LMGTE Am  | 96 | Aston Martin Racing     | Jamie Campbell-Walter Stuart Hall                  | Aston Martin 4.5 L V8                   | M    | 165 | +22 kör            |
| 17.      | LMGTE Am  | 95 | Aston Martin Racing     | Kristian Poulsen Christoffer Nygaard Nicki Thiim   | Aston Martin Vantage GTE                | M    | 165 | +22 kör            |
| 17.      | LMGTE Am  | 95 | Aston Martin Racing     | Kristian Poulsen Christoffer Nygaard Nicki Thiim   | Aston Martin 4.5 L V8                   | M    | 165 | +22 kör            |
| 18.      | LMGTE Am  | 76 | IMSA Performance Matmut | Raymond Narac Jean-Karl Vernay                     | Porsche 997 GT3-RSR                     | M    | 165 | +22 kör            |
| 18.      | LMGTE Am  | 76 | IMSA Performance Matmut | Raymond Narac Jean-Karl Vernay                     | Porsche 4.0 L Flat-6                    | M    | 165 | +22 kör            |
| 19.      | LMGTE Am  | 81 | 8 Star Motorsports      | Enzo Potolicchio Rui Águas Matteo Malucelli        | Ferrari 458 Italia GT2                  | M    | 164 | +23 kör            |
| 19.      | LMGTE Am  | 81 | 8 Star Motorsports      | Enzo Potolicchio Rui Águas Matteo Malucelli        | Ferrari 4.5 L V8                        | M    | 164 | +23 kör            |
| 20.      | LMGTE Pro | 91 | Porsche AG Team Manthey | Jörg Bergmeister Patrick Pilet                     | Porsche 911 RSR                         | M    | 163 | +24 kör            |
| 20.      | LMGTE Pro | 91 | Porsche AG Team Manthey | Jörg Bergmeister Patrick Pilet                     | Porsche 4.0 L Flat-6                    | M    | 163 | +24 kör            |
| 21.      | LMGTE Am  | 88 | Proton Competition      | Christian Ried Gianluca Roda Paolo Ruberti         | Porsche 997 GT3-RSR                     | M    | 163 | +24 kör            |
| 21.      | LMGTE Am  | 88 | Proton Competition      | Christian Ried Gianluca Roda Paolo Ruberti         | Porsche 4.0 L Flat-6                    | M    | 163 | +24 kör            |
| 22.      | LMGTE Am  | 50 | Larbre Compétition      | Julien Canal Patrick Bornhauser Fernando Rees      | Chevrolet Corvette C6.R                 | M    | 163 | +24 kör            |
| 22.      | LMGTE Am  | 50 | Larbre Compétition      | Julien Canal Patrick Bornhauser Fernando Rees      | Chevrolet 5.5 L V8                      | M    | 163 | +24 kör            |
| 23.      | LMGTE Am  | 61 | AF Corse                | Jack Gerber Matt Griffin Marco Cioci               | Ferrari 458 Italia GT2                  | M    | 162 | +25 kör            |
| 23.      | LMGTE Am  | 61 | AF Corse                | Jack Gerber Matt Griffin Marco Cioci               | Ferrari 4.5 L V8                        | M    | 162 | +25 kör            |
| 24.      | LMGTE Am  | 57 | Krohn Racing            | Tracy Krohn Niclas Jönsson Maurizio Mediani        | Ferrari 458 Italia GT2                  | M    | 156 | +31 kör            |
| 24.      | LMGTE Am  | 57 | Krohn Racing            | Tracy Krohn Niclas Jönsson Maurizio Mediani        | Ferrari 4.5 L V8                        | M    | 156 | +31 kör            |
| 25.      | LMP2      | 45 | OAK Racing              | Jacques Nicolet Jean-Marc Merlin Erik Maris        | Morgan LMP2                             | D    | 148 | +39 kör            |
| 25.      | LMP2      | 45 | OAK Racing              | Jacques Nicolet Jean-Marc Merlin Erik Maris        | Nissan VK45DE 4.5 L V8                  | D    | 148 | +39 kör            |
| Ki       | LMGTE Pro | 97 | Aston Martin Racing     | Darren Turner Stefan Mücke Oliver Gavin            | Aston Martin Vantage GTE                | M    | 118 |                    |
| Ki       | LMGTE Pro | 97 | Aston Martin Racing     | Darren Turner Stefan Mücke Oliver Gavin            | Aston Martin 4.5 L V8                   | M    | 118 |                    |
| Ki       | LMGTE Pro | 98 | Aston Martin Racing     | Paul Dalla Lana Pedro Lamy Richie Stanaway         | Aston Martin Vantage GTE                | M    | 84  |                    |
| Ki       | LMGTE Pro | 98 | Aston Martin Racing     | Paul Dalla Lana Pedro Lamy Richie Stanaway         | Aston Martin 4.5 L V8                   | M    | 84  |                    |
| Ni       | LMP2      | 31 | Lotus                   | Kevin Weeda Vitantonio Liuzzi James Rossiter       | Lotus T128                              | D    | –   |                    |
| Ni       | LMP2      | 31 | Lotus                   | Kevin Weeda Vitantonio Liuzzi James Rossiter       | Praga 3.6 L V8                          | D    | –   |                    |

## A világbajnokság állása a versenyt követően
LMP1 (Teljes táblázat)
| H  | Versenyzők                                         | Pont | H  | Konstruktőrök | Pont |
| -- | -------------------------------------------------- | ---- | -- | ------------- | ---- |
| 1. | Allan McNish Tom Kristensen Loïc Duval             | 138  | 1. | Audi          | 154  |
| 2. | André Lotterer Marcel Fässler Benoît Tréluyer      | 105  | 2. | Toyota        | 84   |
| 3. | Anthony Davidson Stéphane Sarrazin Sébastien Buemi | 81   | 3. | '             |      |
| 4. | Nicolas Prost Nick Heidfeld                        | 48   |    |               |      |
| 5. | Lucas di Grassi Marc Gené Oliver Jarvis            | 45   |    |               |      |

GT (Teljes táblázat)
| H  | Versenyzők                                | Pont | H  | Konstruktőrök | Pont |
| -- | ----------------------------------------- | ---- | -- | ------------- | ---- |
| 1. | Gianmaria Bruni Giancarlo Fisichella      | 99   | 1. | Ferrari       | 182  |
| 2. | Marc Lieb Richard Lietz                   | 96   | 2. | Aston Martin  | 170  |
| 3. | Darren Turner Stefan Mücke                | 86   | 3. | Porsche       | 163  |
| 4. | Romain Dumas Kobajasi Kamui Toni Vilander | 72   |    |               |      |
| 5. | Bruno Senna                               | 71   |    |               |      |

LMP2 (Teljes táblázat)
| H  | Versenyzők                                         | Pont | H  | Konstruktőrök      | Pont |
| -- | -------------------------------------------------- | ---- | -- | ------------------ | ---- |
| 1. | Bertrand Baguette Martin Plowman Ricardo González  | 101  | 1. | Pecom Racing       | 104  |
| 2. | Luís Pérez Companc Pierre Kaffer Nicolas Minassian | 98   | 2. | #35 OAK Racing     | 101  |
| 3. | Olivier Pla Alex Brundle David Heinemeier Hansson  | 89   | 3. | #24 OAK Racing     | 91   |
| 4. | Roman Ruszinov John Martin Mike Conway             | 72   | 4. | G-Drive Racing     | 72   |
| 5. | Tom Kimber-Smith                                   | 40   | 5. | Greaves Motorsport | 56   |

LMGTE Am (Teljes táblázat)
| H  | Versenyzők                        | Pont | H  | Konstruktőrök           | Pont |
| -- | --------------------------------- | ---- | -- | ----------------------- | ---- |
| 1. | Jamie Campbell-Walter Stuart Hall | 95   | 1. | Aston Martin Racing     | 99   |
| 2. | Raymond Narac Jean-Karl Vernay    | 91   | 2. | IMSA Performance Matmut | 91   |
| 3. | Enzo Potolicchio Rui Águas        | 79   | 3. | 8 Star Motorsports      | 87   |
| 4. | Julien Canal Patrick Bornhauser   | 73   | 4. | Larbre Compétition      | 79   |
| 5. | Christophe Bourret                | 68   | 5. | Proton Competition      | 65   |